# شویسووچانه
شویسووچانه (به لهستانی:  Świsłoczany) یک روستا در لهستان است که در گمینا گرودک واقع شده‌است.